# Krigsåret 1879

## Pågående krig
- Andra afghankriget (1878-1880)[1]
  - Brittiska imperiet på ena sidan.
  - Afghanistan på andra sidan.

- Zulukriget (1879)[1]
  - Brittiska imperiet på ena sidan.
  - Zuluriket på andra sidan.

- Salpeterkriget (1879–1883)[2]
  - Peru och Bolivia på ena sidan.
  - Chile på andra sidan.

## Händelser

### Januari
- 11 - Storbritannien förklarar krig mot Zuluriket.
- 22 - I slaget vid Isandlwana förintas en brittisk styrka av Zuluarmén.

### Februari
- 14 - Chilenska trupper går över gränsen mot Bolivia. Salpeterkriget har börjat.

### Maj
- 21 - Sjöslaget vid Iquique.

### Juli
- 4 - Slaget vid Ulundi slutar med en förkrossande brittisk seger. Zulukriget är över

### Oktober
- 17 - Britterna ockuperar Kabul.

### Fotnoter
1. 1 2  ”Chronological List of All Wars”. Arkiverad från originalet den 9 oktober 2014. https://web.archive.org/web/20141009082543/http://www.correlatesofwar.org/COW2%20Data/WarData_NEW/WarList_NEW.pdf. Läst 29 juni 2011.
2. ↑  ”World Statesmen”. http://www.worldstatesmen.org/WARS.html. Läst 28 juni 2011.